# Shaun Toub
Shaun Toub (Teheran, 14 februari 1958) is een Iraans/Amerikaans acteur.

## Biografie
Toub werd geboren in Teheran en groeide op in Manchester, en op veertienjarige leeftijd verhuisde hij naar Zwitserland. Hier verbleef hij twee jaar en ging toen naar Nashua (New Hampshire) waar hij zijn laatste jaar van de high school voltooide. Na zijn high school studeerde hij verder aan de university of Southern California in Los Angeles. 
Toub is nu woonachtig in Los Angeles waar hij ook actief is in de Iraanse gemeenschap.

## Filmografie

### Films
Selectie:
- 2016 War Dogs - als Marlboro
- 2013 Iron Man 3 - als Ho Yinsen
- 2010 The Last Airbender – als oom Iroh
- 2008 Iron Man – als Ho Yinsen
- 2007 Charlie Wilson's War – als Hassan
- 2007 The Kite Runner – als Rahim Khan
- 2004 Crash – als Farhad
- 1999 Stigmata – als dokter
- 1996 Executive Decision – als terrorist
- 1996 Broken Arrow – als Max
- 1995 Bad Boys – als winkelbediende
- 1993 Hot Shots! Part Deux – als slapende bewaker

### Televisieseries
Selectie:
- 2020-2025 Tehran - als Faraz Kamali - 24 afl.
- 2020-2021 Snowpiercer - als Terence - 8 afl.
- 2017 Scandal - als ambassadeur Marashi - 2 afl.
- 2013 en 2017 Homeland – als Majid Javadi – 10 afl.
- 2016 Grimm - als Conrad Bonaparte - 4 afl.
- 2012 Luck – als dr. Khan – 2 afl.
- 2006-2007 Smith – als Jerry – 3 afl.
- 1994-2005 The Bold and the Beautiful – als Moustafa – 6 afl.
- 2001 The District – als Boris – 2 afl.
- 2000 Charmed – als lid van trio – 3 afl.
- 1993-1997 Lois & Clark: The New Adventures of Superman – als Asabi – 6 afl.

- Biblioteca Nacional de España: XX4981595
- Bibliothèque nationale de France: cb15005548f (data)
- Gemeinsame Normdatei: 136108776
- International Standard Name Identifier: 0000 0001 1950 0273
- Library of Congress Control Number: no2008050150
- Nationale Bibliotheek van Tsjechië: xx0180749
- Nationale Bibliotheek van Israël: 987007457045905171
- Système universitaire de documentation: 128658428
- Virtual International Authority File: 54423872
- WorldCat: E39PBJwtq6kxfVrKtQpDQd7PwC